# 南摩村
南摩村（なんまむら）は栃木県の中西部、上都賀郡に属していた村である。

## 地理
- 河川 - 思川、大芦川、南摩川

## 歴史
- 1889年（明治22年）4月1日 町村制施行により、上南摩村、西沢村、佐目村、油田村、下南摩村が合併し上都賀郡南摩村が成立する。
- 1955年（昭和30年）7月28日 鹿沼市へ編入され消滅。